# را داون چونگ
را داون چونگ (انگلیسی: Rae Dawn Chong؛ زادهٔ ۲۸ فوریهٔ ۱۹۶۱) یک هنرپیشه، و کارگردان اهل کانادا است. وی از سال ۱۹۷۴ میلادی تاکنون مشغول فعالیت بوده‌است.
از فیلم‌ها یا برنامه‌های تلویزیونی که وی در آن نقش داشته است می‌توان به رنگ ارغوانی، کماندو، جستجو برای آتش، وقتی مهمانی تمام شد، فشار، شهر ترس، انکار و جف،کسی که در خانه زندگی می‌کند اشاره کرد.